# Для развития Латвии
Для развития Латвии (латыш. Latvijas attīstībai) — классическая либеральная политическая партия Латвии, основанная 15 декабря 2013 года по инициативе бывшего премьер-министра Эйнарса Репше. В марте 2012 года было основано объединение «За развитие Латвии», которое в декабре 2013 года стало дискуссионной площадкой «Форум будущего Латвии». С 2015 года партию возглавлял Юрис Пуце, который приостановил свою деятельность в результате репутационного скандала, в настоящее время у партии три сопредседателя. Партия участвует в объединении «Развитие/За!» вместе с партиями "Движение «За!» и «Izaugsme». После участия в выборах 13-го Сейма и работы в правительстве Кришьяниса Кариньша, выборы 14-го Сейма были неудачными, и альянс не вошел в Сейм.

## История
Партия была основана 15 декабря 2013 года как правоконсервативная партия, председателем которой был избран Эйнарс Репше.
Первыми выборами партии стали выборы в Европейский парламент в 2014 году. За партию проголосовали 9421 человек (2,12 %). В выборах в 12-й Сейм «Для развития Латвии» участвовала со 100 кандидатами. За партию проголосовали 8156 (0,89 %) имеющих право голоса избирателей.
В 2014 году к партии присоединился Альянс либералов и демократов за Европу (ALDE).
29 ноября 2014 года председателем партии был избран Юрис Пуце. С избранием нового председателя идеологическое направление партии изменилось на либерализм.
В феврале 2017 года партия объявила, что на предстоящих муниципальных выборах в Риге сформирует совместный список с Латвийским объединением регионов. Мартиньш Бондарс был выдвинут кандидатом в мэры Риги.
В октябре 2018 года «Развитие/За!» участвовала в выборах в Сейм 13-го созыва. Объединенный список получил 13 из 100 мест.
В мае 2019 года «Развитие/За!» участвовала в выборах в Европейский парламент. Иварс Иябс был избран в Европарламент от объединенного списка.
24 ноября 2018 года председателем правления партии на период до 23 ноября 2020 года был избран Юрис Пуце.
На выборах в 14-й Сейм в 2022 году «Развитие/За!» не преодолела 5 % барьер, недобрав лишь 0,03 % голосов, и не прошла в Сейм. После объявления результатов назначенный премьер-министром от «За развитие Латвии» Артис Пабрикс взял на себя ответственность за низкий результат и объявил, что уходит из активной политики.
10 декабря 2022 года Артис Пабрикс, Иварс Иябс и Юрис Пуце были избраны сопредседателями.